# Lehmisaari (ö i Jämsä, Uuttana)
Lehmisaari är en ö i Finland. Den ligger i sjön Uuttana och i kommunen Jämsä i landskapet Mellersta Finland, i den södra delen av landet, 210 km norr om huvudstaden Helsingfors. Öns area är 7 hektar och dess största längd är 480 meter i nord-sydlig riktning.